# Антипов Олександр Миколайович
Олександр Миколайович Антипов (рос. Александр Николаевич Антипов; 23 вересня 1949, Вологда — 12 червня 2009, Іркутськ) — російський картограф, захисник озера Байкал, член-кореспондент Російської Академії наук, директор Інституту географії Сибірського відділення РАН (з 2005). Головний редактор журналу «Географія і природні ресурси». У світі він відомий як значний фахівець в області фізичної географії, водно-ресурсних досліджень, геоекології і картографії. Доктор географічний наук (2003), професор.